# Escamoles

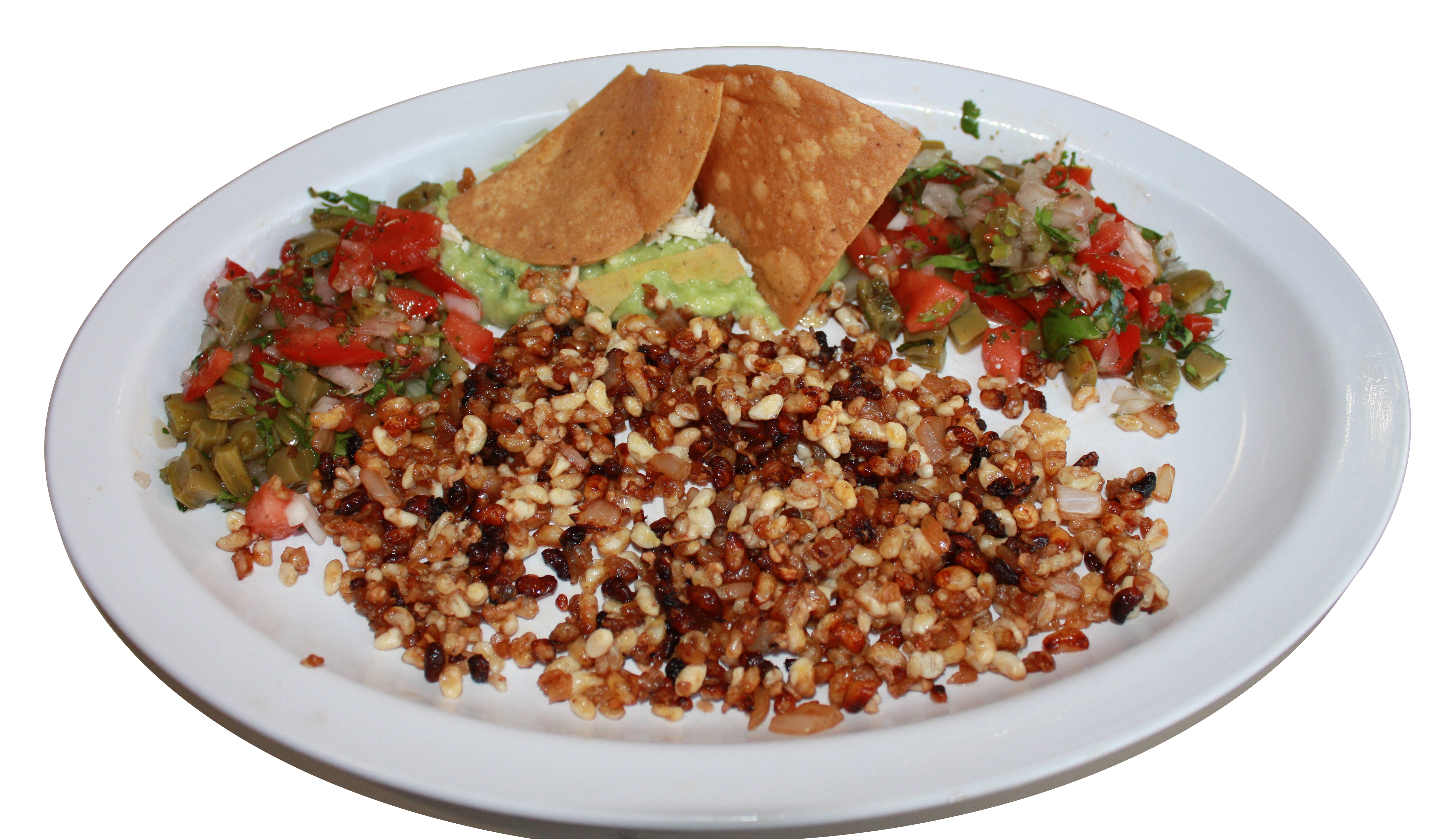
Escamoles w sosie czosnkowym

Escamoles – w kuchni meksykańskiej określenie jaj niektórych gatunków mrówek, spożywanych zwykle jako dodatek do tacos. Z wyglądu podobne do dmuchanego ryżu.